# KTechLab

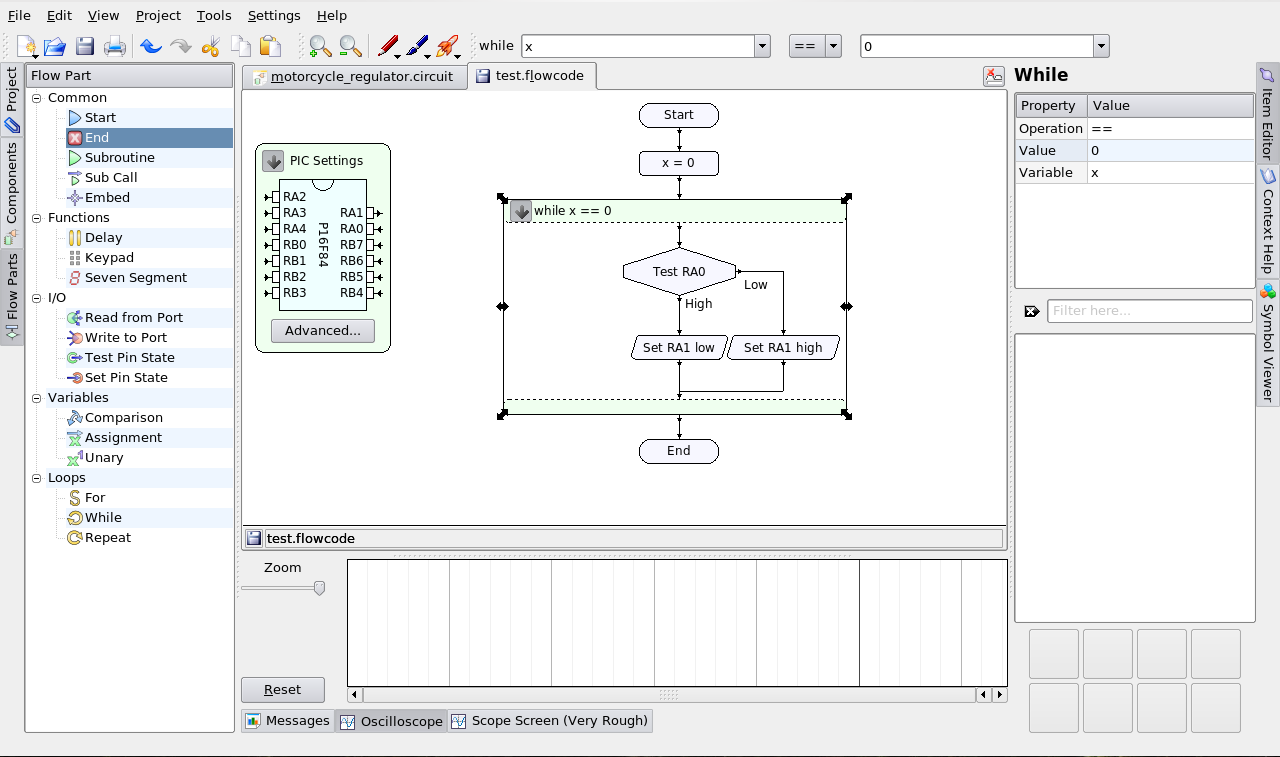
KTechlab поддерживает программирование микроконтроллеров на языке flowcode.

KTechLab (CamelCase; от KDE technical laboratory) — свободная программа с открытым кодом для проектирования и симуляции электрических схем. Распространяется по лицензии GNU GPL.

## История
Программа изначально была разработана Дэвидом Сакстоном (англ. David Saxton), который поддерживал и разрабатывал её до 2007 года до версии 0.3.6. Далее его работу продолжили Джулиан Боум (Julian Bäume), Джейсон Лукас (Jason Lucas), Золтан Падра (Zoltan Padrah), Алан Граймс (Alan Grimes) и ряд других разработчиков, создав версию 0.3.7.
На данный момент ведётся работа по портированию программы с использованием Qt 4.